# 夸柳佐
夸柳佐（義大利語：Quagliuzzo），是意大利都灵省的一个市镇。总面积1平方公里，人口338人，人口密度338.0人/平方公里（2009年）。ISTAT代码为001208。